# Откровение Иоанна Богослова, 1

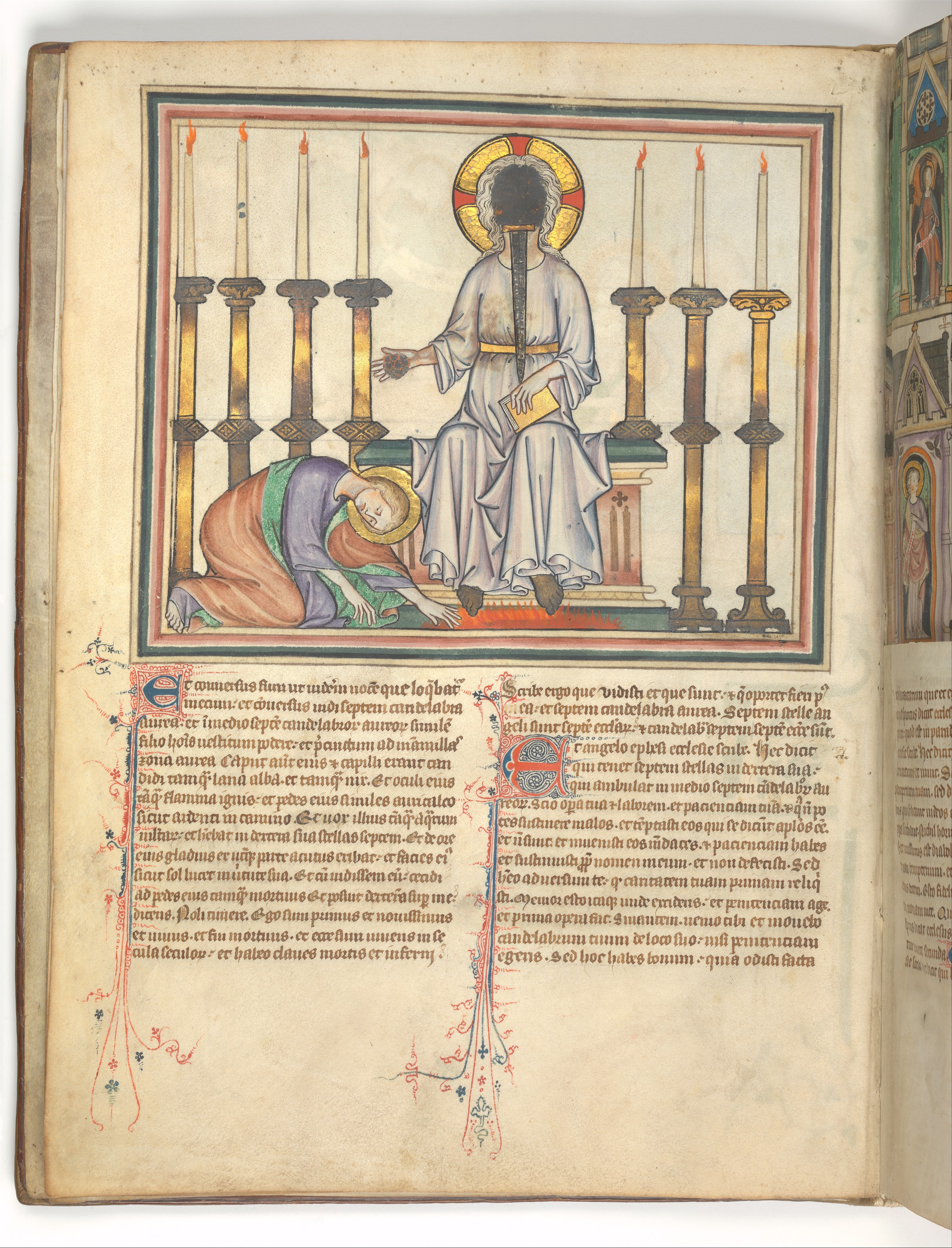
Страница рукописи 1-й главы. «Bидение Сына Человеческого», миниатюра из «The Cloisters Apocalypse», ок. 1330

Откровение Иоанна Богослова, Глава 1 — начальная глава Книги Апокалипсиса (1:1—20). В ней Иоанн имеет первое видение — Сын Человеческий, облечённый в подир, находящийся посреди семи светильников и держащий в руке семь звёзд.

## Структура
- Пролог (1: 1-3)
  - Источник откровения (1:1)
- Приветствие и доксология (молитва) (1: 4-8)
- Голос и видение Иисуса Христа (1: 9-20)

## Содержание
Иоанн сообщает, что он был на острове Патмос, и Бог послал ему через ангела Откровение. Он приветствует Семь церквей Асии и адресует к ним свои слова. Далее он описывает Видение Сына Человеческого с семью светильниками, семью звездами и мечом от уст.

### Упомянуты
- Семь духов перед Престолом
- Альфа и Омега
- Семь церквей Апокалипсиса
- Видение Сына Человеческого
- Халколиван

### Текст
| №  | Синодальный перевод | Современный перевод | Церковнославянский | Латынь | Греческий язык |
| -- | --- | --- | --- | --- | --- |
| 1  | Откровение Иисуса Христа, которое дал Ему Бог, чтобы показать рабам Своим, чему надлежит быть вскоре. И Он показал, послав [оное] через Ангела Своего рабу Своему Иоанну,                 | Откровение Иисуса Христа, которое дал Ему Бог, чтобы Он показал Его слугам то, чему надлежит вскоре свершиться, и послал Своего ангела сообщить это Своему служителю Иоанну.    | Апока́липсисъ {открове́ніе} Иису́са Христа́, его́же {е́же} даде́ ему́ Бо́гъ, показа́ти рабо́мъ свои́мъ, и́мже подоба́етъ бы́ти вско́рѣ. И сказа́, посла́въ чрезъ а́нгела своего́ рабу́ своему́ Иоа́нну,     | Apocalypsis Iesu Christi, quam dedit illi Deus palam facere ser vis suis, quae oportet fieri cito, et significavit mittens per angelum suum servo suo Ioanni,                       | ἀποκάλυψις ἰησοῦ χριστοῦ, ἣν ἔδωκεν αὐτῷ ὁ θεός, δεῖξαι τοῖς δούλοις αὐτοῦ ἃ δεῖ γενέσθαι ἐν τάχει, καὶ ἐσήμανεν ἀποστείλας διὰ τοῦ ἀγγέλου αὐτοῦ τῷ δούλῳ αὐτοῦ ἰωάννῃ,                      |
| 2  | который свидетельствовал слово Божие и свидетельство Иисуса Христа и что он видел. | Иоанн и засвидетельствовал Слово Божье и свидетельство Иисуса Христа — все то, что он увидел.                                                                                   | и́же свидѣ́телствова сло́во Бо́жіе и свидѣ́телство Иису́съ Христо́во, и ели́ка ви́дѣ. | qui testificatus est verbum Dei et testimonium Iesu Christi, quaecumque vidit. | ὃς ἐμαρτύρησεν τὸν λόγον τοῦ θεοῦ καὶ τὴν μαρτυρίαν ἰησοῦ χριστοῦ, ὅσα εἶδεν. |
| 3  | Блажен читающий и слушающие слова пророчества сего и соблюдающие написанное в нем; ибо время близко.                                                                                      | Счастлив тот, кто читает, и те, что слушают слова этого пророчества и исполняют написанное в нем. Ведь время уже близко!                                                        | Блаже́нъ чты́й, и слы́шащіи словеса́ проро́чествія, и соблюда́ющіи пи́саная въ не́мъ: вре́мя бо бли́зъ.                                                                                        | Beatus, qui legit et qui audiunt verba prophetiae et servant ea, quae in ea scripta sunt; tempus enim prope est.                                                                    | μακάριος ὁ ἀναγινώσκων καὶ οἱ ἀκούοντες τοὺς λόγους τῆς προφητείας καὶ τηροῦντες τὰ ἐν αὐτῇ γεγραμμένα, ὁ γὰρ καιρὸς ἐγγύς.                                                                   |
| 4  | Иоанн семи церквам, находящимся в Асии: благодать вам и мир от Того, Который есть и был и грядет, и от семи духов, находящихся перед престолом Его,                                       | Иоанн — семи Церквам в Азии:«Милость вам и мир от Того, кто есть, был и придет, и от семи духов, что у престола Его,                                                            | Иоа́ннъ седми́мъ це́рквамъ, я́же су́ть во Асі́и: благода́ть ва́мъ и ми́ръ от су́щаго, и и́же бѣ́, и гряду́щаго, и от седми́ духо́въ, и́же предъ престо́ломъ его́ су́ть,                                 | Ioannes septem ecclesiis, quae sunt in Asia: Gratia vobis et pax ab eo, qui est et qui erat et qui venturus est, et a septem spiritibus, qui in conspectu throni eius sunt,         | ωάννης ταῖς ἑπτὰ ἐκκλησίαις ταῖς ἐν τῇ ἀσίᾳ: χάρις ὑμῖν καὶ εἰρήνη ἀπὸ ὁ ὢν καὶ ὁ ἦν καὶ ὁ ἐρχόμενος, καὶ ἀπὸ τῶν ἑπτὰ πνευμάτων ἃ ἐνώπιον τοῦ θρόνου αὐτοῦ,                                  |
| 5  | и от Иисуса Христа, Который есть свидетель верный, первенец из мертвых и владыка царей земных. Ему, возлюбившему нас и омывшему нас от грехов наших Кровию Своею                          | и от Иисуса Христа — Он свидетель, Он верный, Он первый воскресший из мертвых, и Он — повелитель царей земли.Тому, кто любит нас, кто избавил нас от наших грехов Своей кровью, | и от Иису́са Христа́, и́же е́сть свидѣ́тель вѣ́рный, пе́рвенецъ изъ ме́ртвыхъ и кня́зь царе́й земны́хъ: лю́бящу ны́ и омы́вшу на́съ от грѣ́хъ на́шихъ кро́вію свое́ю,                                   | et ab Iesu Christo, qui est testis fidelis, primogenitus mortuorum et princeps regum terrae. Ei, qui diligit nos et solvit nos a peccatis nostris in sanguine suo                   | καὶ ἀπὸ ἰησοῦ χριστοῦ, ὁ μάρτυς ὁ πιστός, ὁ πρωτότοκος τῶν νεκρῶν καὶ ὁ ἄρχων τῶν βασιλέων τῆς γῆς. τῷ ἀγαπῶντι ἡμᾶς καὶ λύσαντι ἡμᾶς ἐκ τῶν ἁμαρτιῶν ἡμῶν ἐν τῷ αἵματι αὐτο                  |
| 6  | и соделавшему нас царями и священниками Богу и Отцу Своему, слава и держава во веки веков, аминь.                                                                                         | кто сделал нас царственным священством Бога, Своего Отца, — Ему слава и могущество во веки веков. Аминь.                                                                        | и сотвори́лъ е́сть на́съ цари́ и иере́и Бо́гу и Отцу́ своему́, тому́ сла́ва и держа́ва во вѣ́ки вѣко́въ. Ами́нь.                                                                                   | et fecit nos regnum, sacerdotes Deo et Patri suo, ipsi gloria et imperium in saecula saeculorum. Amen.                                                                              | καὶ ἐποίησεν ἡμᾶς βασιλείαν, ἱερεῖς τῷ θεῷ καὶ πατρὶ αὐτοῦ _ αὐτῷ ἡ δόξα καὶ τὸ κράτος εἰς τοὺς αἰῶνας [τῶν αἰώνων]: ἀμήν.                                                                    |
| 7  | Се, грядет с облаками, и узрит Его всякое око и те, которые пронзили Его; и возрыдают пред Ним все племена земные. Ей, аминь.                                                             | Вот Он идет с облаками,и увидит Его всякое око — и те, что пронзили Его,и зарыдают пред Ним все племена на земле.Да, истинно так!                                               | Се́, гряде́тъ со о́блаки, и у́зритъ его́ вся́ко о́ко и и́же его́ прободо́ша, и пла́чь сотворя́тъ о не́мъ вся́ колѣ́на земна́я. Е́й, ами́нь.                                                            | Ecce venit cum nubibus, et videbit eum omnis oculus et qui eum pupugerunt, et plangent se super eum omnes tribus terrae. Etiam, amen.                                               | ἰδοὺ ἔρχεται μετὰ τῶν νεφελῶν, καὶ ὄψεται αὐτὸν πᾶς ὀφθαλμὸς καὶ οἵτινες αὐτὸν ἐξεκέντησαν, καὶ κόψονται ἐπ' αὐτὸν πᾶσαι αἱ φυλαὶ τῆς γῆς. ναί, ἀμήν.                                         |
| 8  | Я есмь Альфа и Омега, начало и конец, говорит Господь, Который есть и был и грядет, Вседержитель.                                                                                         | "Я — Альфа и Омега, — говорит Господь Бог, — Тот, кто есть, был и придет, Вседержитель".                                                                                        | А́зъ е́смь а́лфа и оме́га, нача́токъ и коне́цъ, глаго́летъ Госпо́дь, сы́й, и и́же бѣ́, и гряды́й, вседержи́тель.                                                                                  | Ego sum Alpha et Omega, dicit Dominus Deus, qui est et qui erat et qui venturus est, Omnipotens.                                                                                    | ἐγώ εἰμι τὸ ἄλφα καὶ τὸ ὦ, λέγει κύριος ὁ θεός, ὁ ὢν καὶ ὁ ἦν καὶ ὁ ἐρχόμενος, ὁ παντοκράτωρ.                                                                                                 |
| 9  | Я, Иоанн, брат ваш и соучастник в скорби и в царствии и в терпении Иисуса Христа, был на острове, называемом Патмос, за слово Божие и за свидетельство Иисуса Христа.                     | Я, Иоанн, ваш брат, в единении с Иисусом разделяющий с вами беды, царство и стойкость, был на острове Патмос за Слово Божье и свидетельство Иисуса.                             | А́зъ Иоа́ннъ, и́же и бра́тъ ва́шъ и о́бщникъ въ печа́ли и во ца́рствіи и въ терпѣ́ніи Иису́съ Христо́вѣ, бы́хъ во о́стровѣ нарица́емѣмъ па́тмосъ за сло́во Бо́жіе и за свидѣ́телство Иису́съ Христо́во.  | Ego Ioannes, frater vester et particeps in tribulatione et regno et patientia in Iesu, fui in insula, quae appellatur Patmos, propter verbum Dei et testimonium Iesu.               | ἐγὼ ἰωάννης, ὁ ἀδελφὸς ὑμῶν καὶ συγκοινωνὸς ἐν τῇ θλίψει καὶ βασιλείᾳ καὶ ὑπομονῇ ἐν ἰησοῦ, ἐγενόμην ἐν τῇ νήσῳ τῇ καλουμένῃ πάτμῳ διὰ τὸν λόγον τοῦ θεοῦ καὶ τὴν μαρτυρίαν ἰησοῦ.            |
| 10 | Я был в духе в день воскресный, и слышал позади себя громкий голос, как бы трубный, который говорил: Я есмь Альфа и Омега, Первый и Последний;                                            | В день Господень, я, будучи во власти Духа, услышал за спиной громкий голос, звучавший как труба.                                                                               | Бы́хъ въ ду́сѣ въ де́нь недѣ́лный, и слы́шахъ за собо́ю гла́съ ве́лій я́ко трубы́ глаго́лющія: а́зъ е́смь а́лфа и оме́га, пе́рвый и послѣ́дній:                                                       | Fui in spiritu in dominica die et audivi post me vocem magnam tamquam tubae | ἐγενόμην ἐν πνεύματι ἐν τῇ κυριακῇ ἡμέρᾳ, καὶ ἤκουσα ὀπίσω μου φωνὴν μεγάλην ὡς σάλπιγγος |
| 11 | то, что видишь, напиши в книгу и пошли церквам, находящимся в Асии: в Ефес, и в Смирну, и в Пергам, и в Фиатиру, и в Сардис, и в Филадельфию, и в Лаодикию.                               | Он говорил:— Запиши в свиток все, что видишь, и пошли семи Церквам: в Эфес, в Смирну, в Пергам, в Тиатиру, в Сарды, в Филадельфию и в Лаодикею.                                 | и: я́же ви́диши, напиши́ въ кни́гу, и посли́ це́рквамъ, я́же су́ть во Асі́и: во Ефе́съ и въ Сми́рну, въ Перга́мъ и въ Ѳиати́ръ, и въ Сарди́съ и въ Филаделфі́ю и въ Лаодикі́ю.                       | dicentis: “Quod vides, scribe in libro et mitte septem ecclesiis: Ephesum et Smyrnam et Pergamum et Thyatiram et Sardis et Philadelphiam et Laodiciam”.                             | λεγούσης, ὃ βλέπεις γράψον εἰς βιβλίον καὶ πέμψον ταῖς ἑπτὰ ἐκκλησίαις, εἰς ἔφεσον καὶ εἰς σμύρναν καὶ εἰς πέργαμον καὶ εἰς θυάτειρα καὶ εἰς σάρδεις καὶ εἰς φιλαδέλφειαν καὶ εἰς λαοδίκειαν. |
| 12 | Я обратился, чтобы увидеть, чей голос, говоривший со мною; и обратившись, увидел семь золотых светильников                                                                                | Я повернулся, чтобы увидеть, чей это голос говорил со мною, и, повернувшись, увидел семь золотых светильников,                                                                  | И обрати́хся ви́дѣти гла́съ, и́же глаго́лаше со мно́ю: и обрати́вся ви́дѣхъ се́дмь свѣти́лникъ златы́хъ,                                                                                        | Et conversus sum, ut viderem vocem, quae loquebatur mecum; et conversus vidi septem candelabra aurea                                                                                | καὶ ἐπέστρεψα βλέπειν τὴν φωνὴν ἥτις ἐλάλει μετ' ἐμοῦ: καὶ ἐπιστρέψας εἶδον ἑπτὰ λυχνίας χρυσᾶς,                                                                                              |
| 13 | и, посреди семи светильников, подобного Сыну Человеческому, облеченного в подир и по персям опоясанного золотым поясом:                                                                   | а посреди светильников словно бы Человека — в длинном одеянии и опоясанного по груди золотым поясом.                                                                            | и посредѣ́ седми́ свѣти́лниковъ подо́бна Сы́ну человѣ́чу, облече́на въ поди́ръ и препоя́сана при сосцу́ по́ясомъ златы́мъ:                                                                       | et in medio candelabrorum quasi Filium hominis, vestitum podere et praecinctum ad mamillas zonam auream;                                                                            | καὶ ἐν μέσῳ τῶν λυχνιῶν ὅμοιον υἱὸν ἀνθρώπου, ἐνδεδυμένον ποδήρη καὶ περιεζωσμένον πρὸς τοῖς μαστοῖς ζώνην χρυσᾶν:                                                                            |
| 14 | глава Его и волосы белы, как белая волна, как снег; и очи Его, как пламень огненный; | Голова Его и волосы были белы, как белая шерсть, как снег. Глаза Его как пылающий огонь,                                                                                        | глава́ же его́ и вла́си бѣлы́ а́ки яри́на бѣ́лая, я́коже снѣ́гъ: и о́чи его́ я́ко пла́мень о́гненъ:                                                                                                | caput autem eius et capilli erant candidi tamquam lana alba, tamquam nix, et oculi eius velut flamma ignis,                                                                         | ἡ δὲ κεφαλὴ αὐτοῦ καὶ αἱ τρίχες λευκαὶ ὡς ἔριον λευκόν, ὡς χιών, καὶ οἱ ὀφθαλμοὶ αὐτοῦ ὡς φλὸξ πυρός,                                                                                         |
| 15 | и ноги Его подобны халколивану, как раскаленные в печи, и голос Его, как шум вод многих.                                                                                                  | а ноги словно сверкающий металл, раскаленный в горне, и голос Его словно грохот водопада.                                                                                       | и но́зѣ его́ подо́бнѣ халколива́ну, я́коже въ пещи́ разжже́ннѣ: и гла́съ его́ я́ко гла́съ во́дъ мно́гъ:                                                                                           | et pedes eius similes orichalco sicut in camino ardenti, et vox illius tamquam vox aquarum multarum,                                                                                | καὶ οἱ πόδες αὐτοῦ ὅμοιοι χαλκολιβάνῳ ὡς ἐν καμίνῳ πεπυρωμένης, καὶ ἡ φωνὴ αὐτοῦ ὡς φωνὴ ὑδάτων πολλῶν,                                                                                       |
| 16 | Он держал в деснице Своей семь звезд, и из уст Его выходил острый с обеих сторон меч; и лице Его, как солнце, сияющее в силе своей.                                                       | В правой руке у Него семь звезд. И из уст Его исходит обоюдоострый жалящий меч. Весь облик Его словно палящее солнце в зените.                                                  | и держя́ въ руцѣ́ свое́й деснѣ́й се́дмь звѣ́здъ: и изъ у́стъ его́ ме́чь обою́ду о́стръ изостре́нъ исходя́й: и лице́ его́ я́коже со́лнце сія́етъ въ си́лѣ свое́й.                                         | et habebat in dextera manu sua stellas septem, et de ore eius gladius anceps acutus exibat, et facies eius sicut sol lucet in virtute sua.                                          | καὶ ἔχων ἐν τῇ δεξιᾷ χειρὶ αὐτοῦ ἀστέρας ἑπτά, καὶ ἐκ τοῦ στόματος αὐτοῦ ῥομφαία δίστομος ὀξεῖα ἐκπορευομένη, καὶ ἡ ὄψις αὐτοῦ ὡς ὁ ἥλιος φαίνει ἐν τῇ δυνάμει αὐτοῦ.                         |
| 17 | И когда я увидел Его, то пал к ногам Его, как мертвый. И Он положил на меня десницу Свою и сказал мне: не бойся; Я есмь Первый и Последний,                                               | И когда я увидел Его, Я пал к Его ногам как мертвый, но Он положил на меня Свою правую руку и сказал:— Не бойся! Я — Первый и Последний,                                        | И егда́ ви́дѣхъ его́, падо́хъ къ нога́ма его́ я́ко ме́ртвъ. И положи́ десни́цу свою́ на мнѣ́, глаго́ля ми́: не бо́йся: а́зъ е́смь пе́рвый и послѣ́дній                                                  | Et cum vidissem eum, cecidi ad pedes eius tamquam mortuus; et posuit dexteram suam super me dicens: “Noli timere! Ego sum primus et novissimus,                                     | καὶ ὅτε εἶδον αὐτόν, ἔπεσα πρὸς τοὺς πόδας αὐτοῦ ὡς νεκρός: καὶ ἔθηκεν τὴν δεξιὰν αὐτοῦ ἐπ' ἐμὲ λέγων, μὴ φοβοῦ: ἐγώ εἰμι ὁ πρῶτος καὶ ὁ ἔσχατος                                              |
| 18 | и живый; и был мертв, и се, жив во веки веков, аминь; и имею ключи ада и смерти. | Я тот, кто живет. Я был мертв, но вот Я снова живу во веки веков, и у Меня ключи от смерти и ада.                                                                               | и живы́й: и бы́хъ ме́ртвъ, и се́, жи́въ е́смь во вѣ́ки вѣко́въ, ами́нь: и и́мамъ ключи́ а́да и сме́рти.                                                                                           | et vivens et fui mortuus et ecce sum vivens in saecula saeculorum et habeo claves mortis et inferni.                                                                                | καὶ ὁ ζῶν, καὶ ἐγενόμην νεκρὸς καὶ ἰδοὺ ζῶν εἰμι εἰς τοὺς αἰῶνας τῶν αἰώνων, καὶ ἔχω τὰς κλεῖς τοῦ θανάτου καὶ τοῦ ᾅδου.                                                                      |
| 19 | Итак напиши, что ты видел, и что есть, и что будет после сего. | Итак, запиши, что ты увидел: то, что есть, и то, чему суждено свершиться потом.                                                                                                 | Напиши́ у́бо, я́же ви́дѣлъ еси́, и я́же су́ть, и и́мже подоба́етъ бы́ти по се́мъ. | Scribe ergo, quae vidisti et quae sunt et quae oportet fieri post haec. | γράψον οὖν ἃ εἶδες καὶ ἃ εἰσὶν καὶ ἃ μέλλει γενέσθαι μετὰ ταῦτα. |
| 20 | Тайна семи звезд, которые ты видел в деснице Моей, и семи золотых светильников [есть сия]: семь звезд суть Ангелы семи церквей; а семь светильников, которые ты видел, суть семь церквей. | Вот тайна семи звезд, которые ты увидел у Меня в правой руке, и семи светильников: семь звезд — это ангелы семи Церквей, а семь светильников — это семь Церквей.                | Та́инство седми́ звѣ́здъ, я́же ви́дѣлъ еси́ на десни́цѣ мое́й, и се́дмь свѣти́лникъ златы́хъ: се́дмь звѣ́здъ а́нгели седми́ церкве́й су́ть: и се́дмь свѣти́лниковъ, я́же ви́дѣлъ еси́, се́дмь церкве́й су́ть. | Mysterium septem stellarum, quas vidisti ad dexteram meam, et septem candelabra aurea: septem stellae, angeli sunt septem ecclesiarum; et candelabra septem, septem ecclesiae sunt. | τὸ μυστήριον τῶν ἑπτὰ ἀστέρων οὓς εἶδες ἐπὶ τῆς δεξιᾶς μου, καὶ τὰς ἑπτὰ λυχνίας τὰς χρυσᾶς: οἱ ἑπτὰ ἀστέρες ἄγγελοι τῶν ἑπτὰ ἐκκλησιῶν εἰσιν, καὶ αἱ λυχνίαι αἱ ἑπτὰ ἑπτὰ ἐκκλησίαι εἰσίν    |

## Толкование
Хотя в Азии было намного больше семи церквей, эти выбраны, вероятно, для того, чтобы изобразить полноту вселенской Церкви. То, что использовано выражение «альфа и омега» означает, что автор обращается к людям, которые говорят по-гречески. Сын Человеческий в виде гигантского исполина с белыми волосами и с огненными ногами — в какой-то степени антипод истукана, обозначающей языческую империю из Книги пророка Даниила (Дан 2,31-35).
В тексте приведен не обычный порядок ипостасей Троицы (Отец, Сын и Святой Дух), а вместо Духа Святого — «семь духов, находящихся пред престолом» — точное объяснение этому неизвестно. «Я был в духе в день воскресный» (1,10-11) — первое упоминание в литературе дня Господня — воскресенья, отмечание которого у христиан пришло на смену отмечания дня субботнего у иудеев после Воскресения Христова. Неизвестно, что обозначают 7 ангелов 7 церквей — выдвигаются версии, что просто посланников от региональных церквей или их посланников.
Традиция раннехристианской Церкви гласит, что Иоанн Евангелист был сослан на остров Патмос в царствование императора Домициана. Иероним из Далмации пишет, что Иоанн был сослан в 14-й год после смерти Нерона и освобожден после смерти Домициана («О блестящих мужах»: 9), то есть он был сослан около 94-го года и освобожден около 96-го года.

## Иконография
Первая глава «Книги Откровения» содержит иконографические мотивы, которые стали одними из важнейших для иллюстрирования этой книги. В первую очередь, это изображение самого Иоанна Богослова, сидящего на острове Патмос с книгой или за написанием рукописи (в православном искусстве вместе со своим учеником Прохором). Часто евангелиста сопровождает его символ — орел, также с ним может беседовать ангел. Эту иконографию можно встретить в большинстве жанров — иконописи, живописи, книжной миниатюре, витражах, гравюре, скульптуре и проч. В средневековом европейском искусстве Иоанн иногда изображается в момент получения Откровения (1:10-11) спящим, а ангел его будит.
Явление Бога в иконографии «Се, грядет с облаками» (1:7) достаточно редкое, и встречается в основном в миниатюрах испанских «Беатусов», а также в искусстве Нового времени. По сравнению с ним огромной популярностью пользовалась иконография «Видение Сына Человеческого» (1:12-16), где Бог изображался среди семи светильников, с мечом, исходящим от уст, и держащим семь звезд в руках.
Тема Семи церквей Азии обычно подробно иллюстрировалась в следующих главах, в первой же она встречается в виде совмещенных в одном изображении семи зданий церквей, внутри или над которыми могут находиться семь ангелов.
Фраза «Я есмь Альфа и Омега, начало и конец» стала одним из важнейших уже для раннехристианского искусства. Семь светильников были представлены на мозаике V века в Сан-Паоло-фуори-ле-Мура.

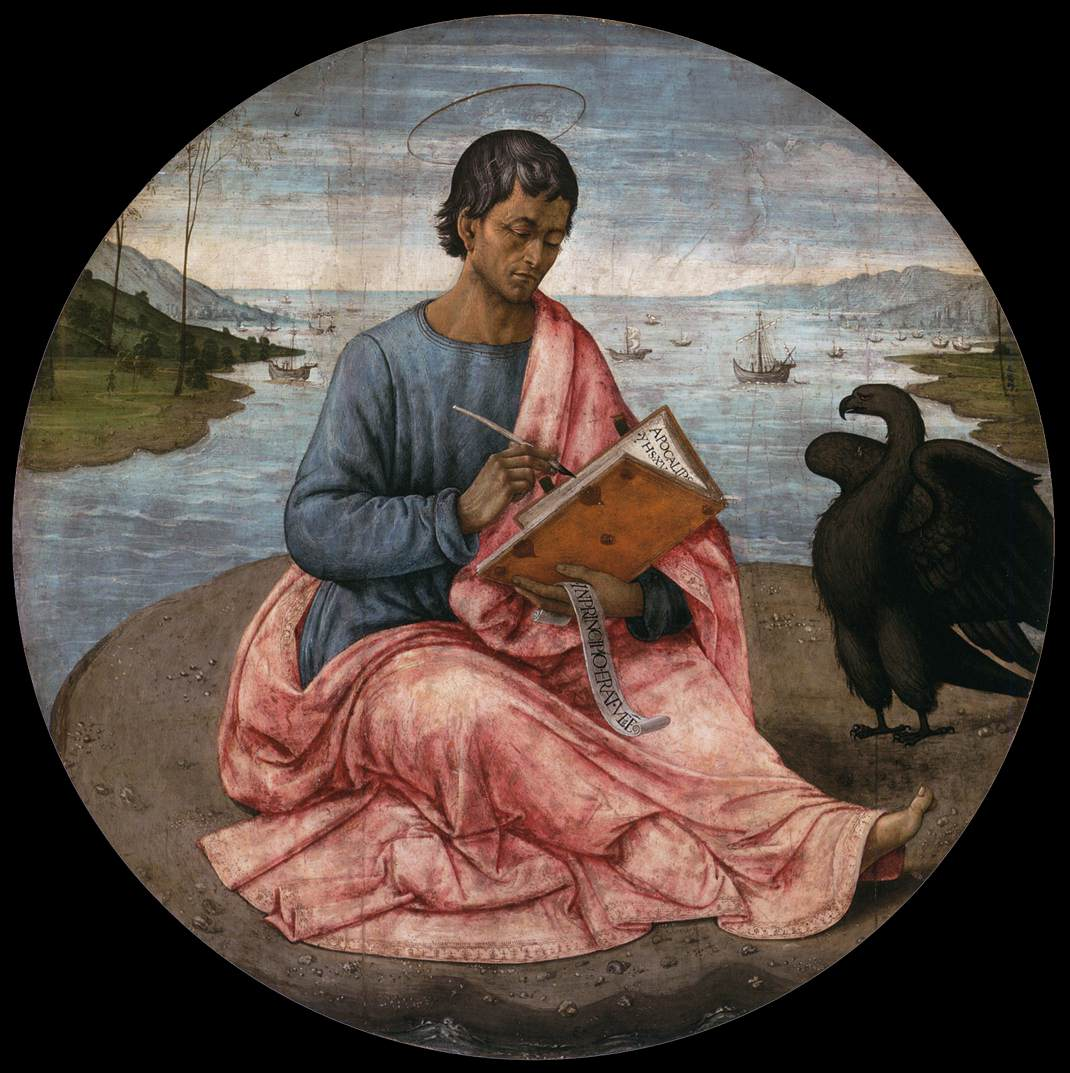
Гирландайо. «Иоанн на Патмосе», 148-85
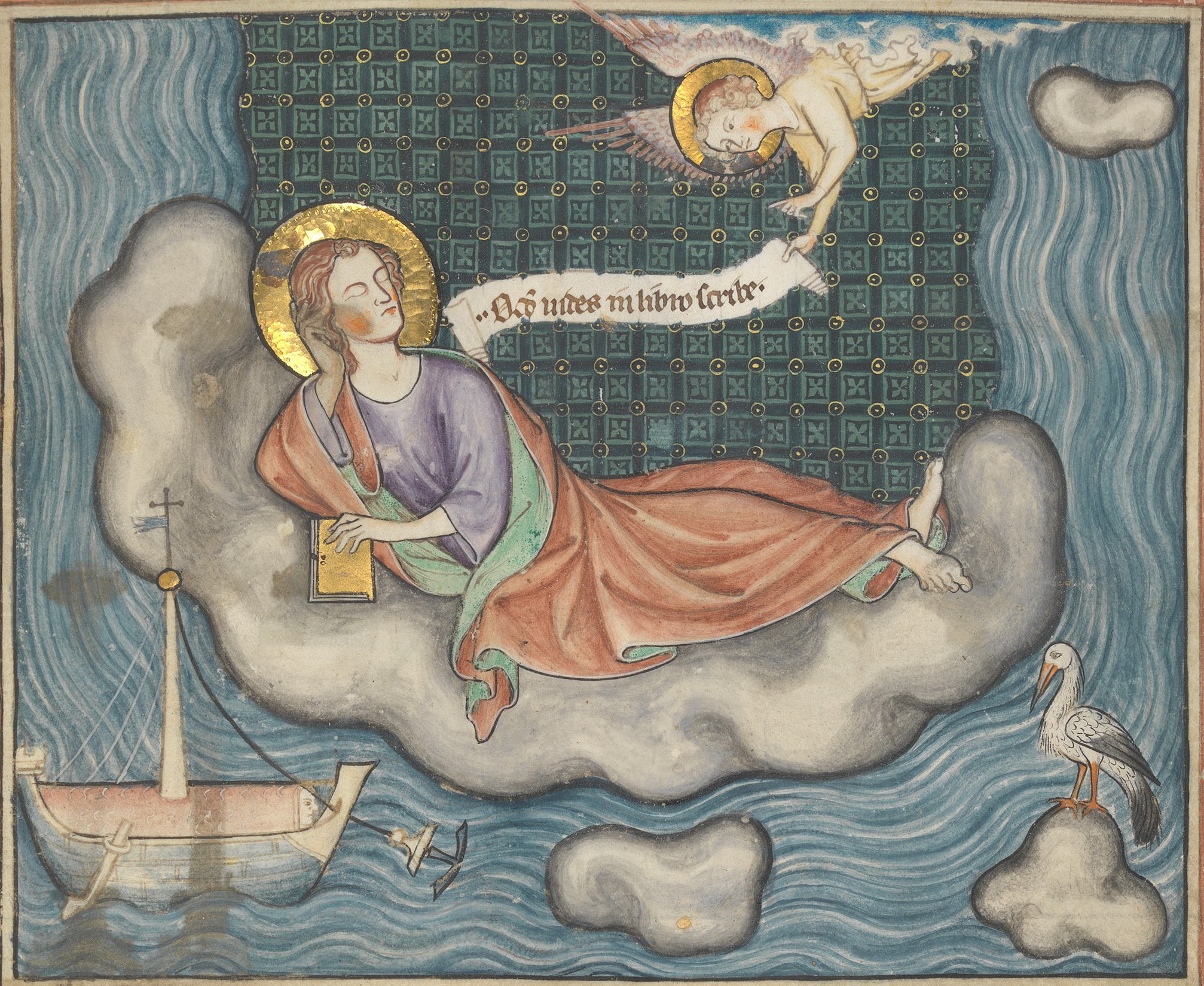
«Ангел будит Иоанна»,  «The Cloisters Apocalypse», ок. 1330
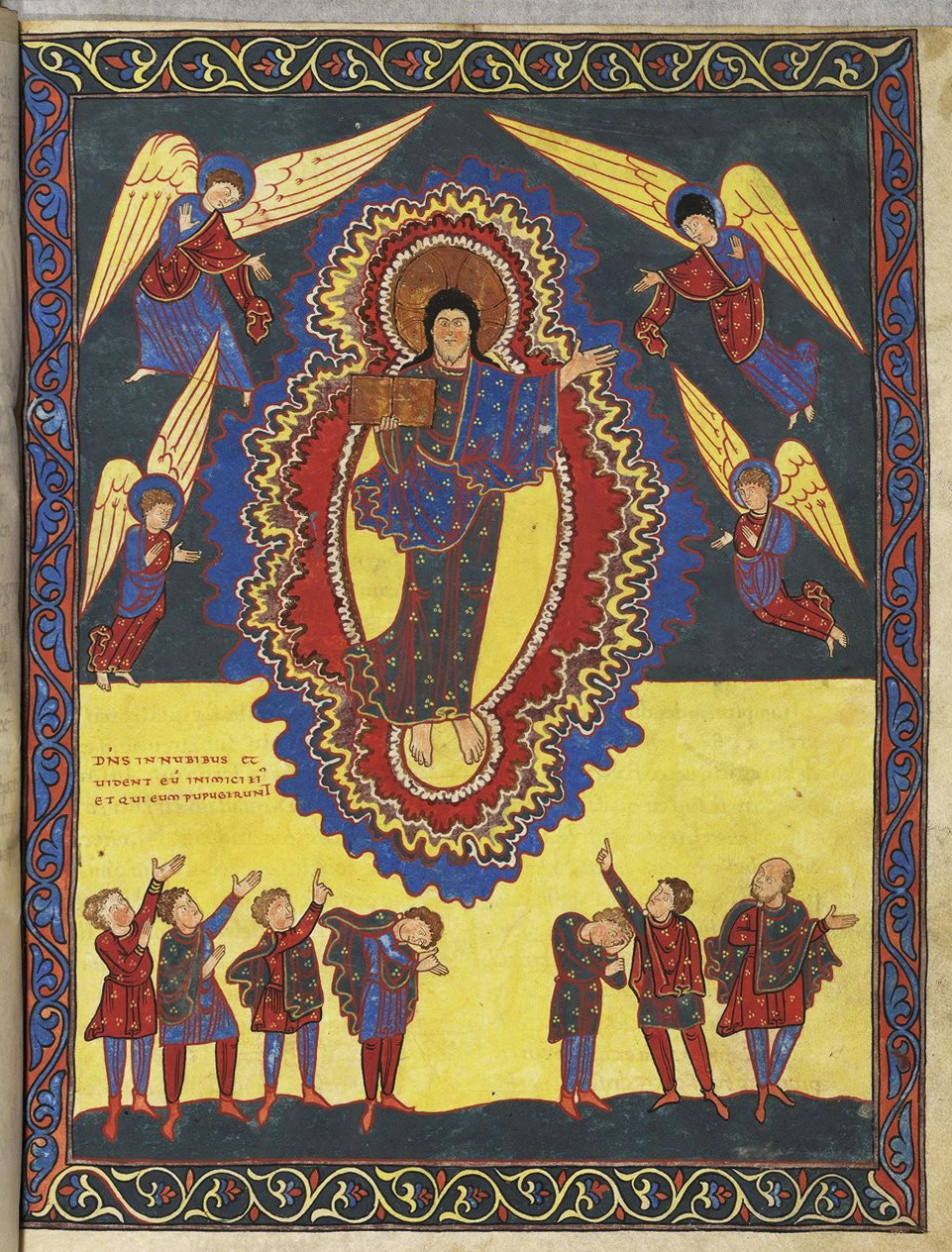
«Се, грядет с облаками», Apocalypse de Saint Sever, XI век
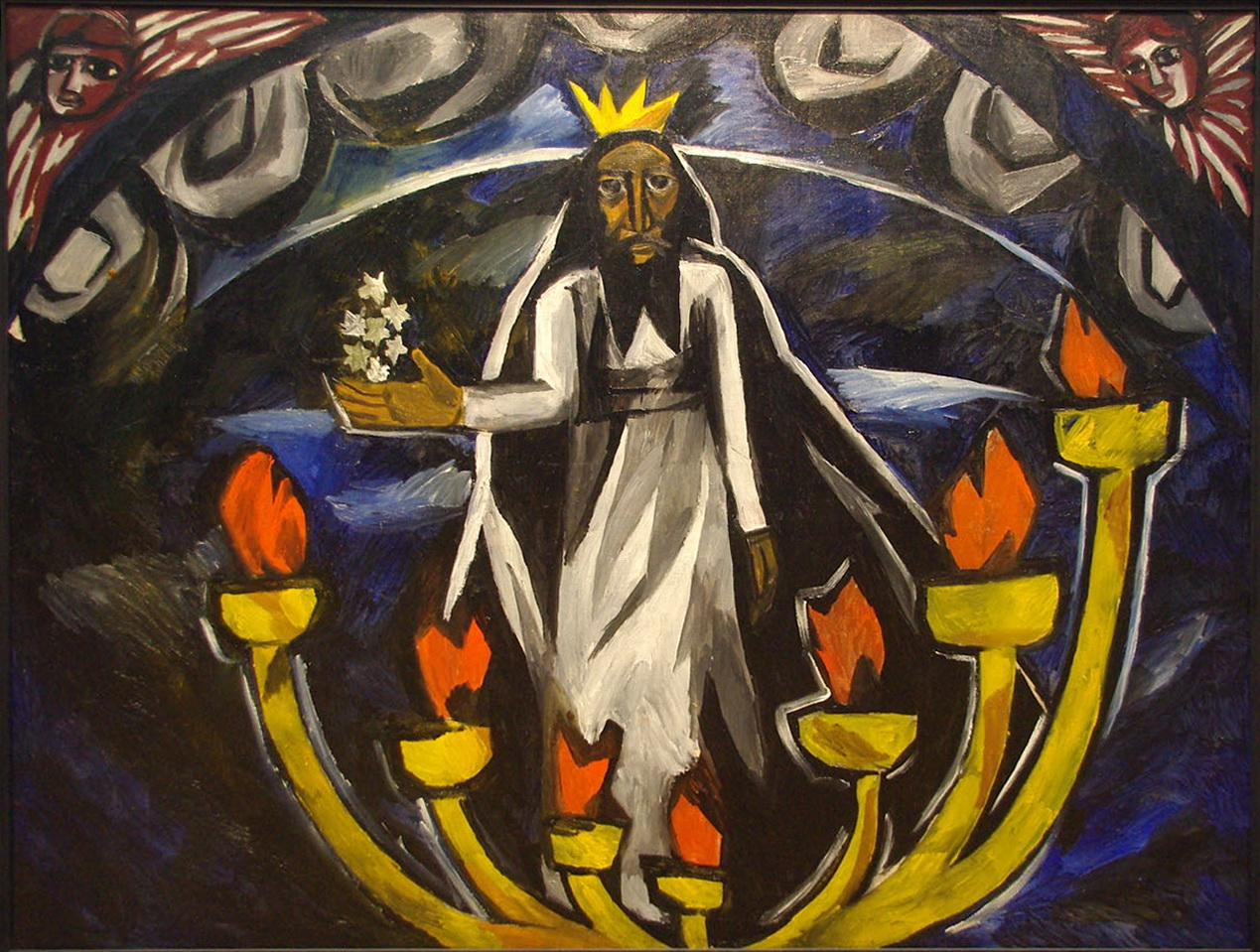
Наталья Гончарова. «Старец с семью звездами», 1910
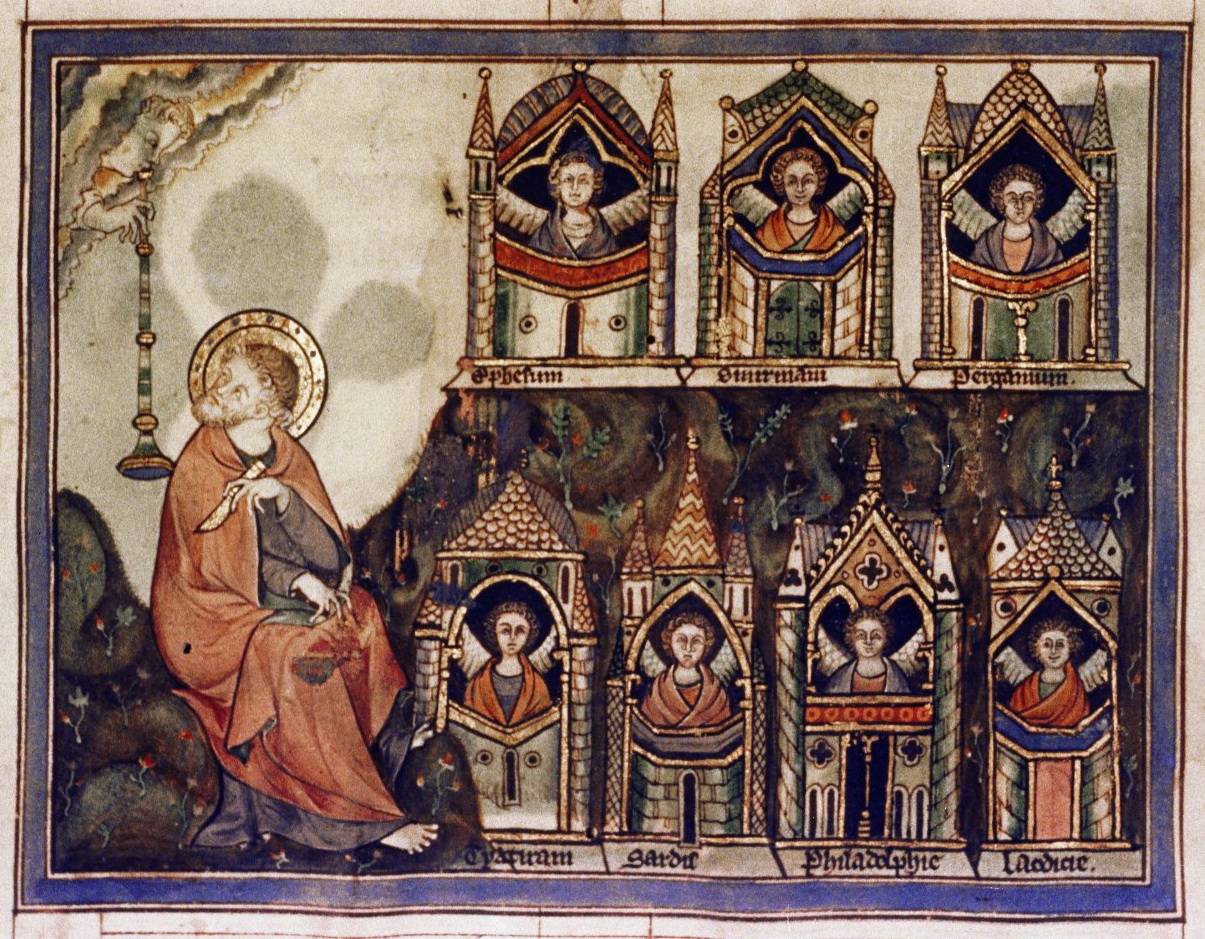
«Семь церквей Азии», «Douce Apocalypse», около 1265-70